# 李建成 (1967年)
李建成（1967年6月—），男，汉族，天津武清人，中华人民共和国政治人物，中国共产党党员，现任福建省人民政府副省长、党组成员，省公安厅党委书记、厅长。

## 生平

### 教育经历
1984年9月至1988年7月，在天津农学院农学系农学专业就读。1998年9月至2000年6月，在天津师范大学政治学理论专业研究生课程进修班学习。2005年9月至2008年7月在中共中央党校在职研究生班法学理论专业深造学习。2011年10月至2014年1月，在天津大学管理与经济学部高级管理人员工商管理硕士专业学习，并获得工商管理学硕士学位。

### 天津市
1988年7月本科毕业后在天津市武清县任职，1993年7月加入中国共产党，历任武清县农业局科技中心干部、县政府办公室科员、县政府办公室副主任科员、主任科员、县政府办公室副主任、县法制办主任。2004年10月，任天津市武清区建设管理委员会党委书记、主任。
2006年12月，升任中共天津市武清区委常委，2007年01月兼任武清区委办公室主任一职。2011年12月至2016年1月任中共天津市武清区委常委、副区长、区政府党组副书记。
2016年1月，升任中共天津市宝坻区委副书记，区人民政府党组书记、区长。2017年4月，升任中共天津市河东区委书记。2018年，被选为天津市出席第十三届全国人民代表大会代表。

### 福建省
2019年12月，离开天津市，出任中共福建省委副秘书长。2020年2月，出任中共龙岩市委书记。
2022年3月，升任福建省人民政府副省长。翌年2月，接替转任中共福建省委政法委书记的黄海昆出任福建省公安厅厅长。